# Panzer General
Panzer General ist ein rundenbasiertes Computer-Strategiespiel von SSI aus dem Jahre 1994. Technisch ähnelt das Spielprinzip den Klassikern Nectaris und Battle Isle: Auf einem hexagonalen Spielfeld, das man aus der Vogelperspektive sieht, zieht der Spieler die einzelnen Kampftruppen nacheinander. Das Gameplay ist allerdings strategischer und weniger actionlastig.

## Spielprinzip und -verlauf
In Panzer General hat der Spieler die Möglichkeit, den Zweiten Weltkrieg auf der Seite der Wehrmacht nachzuspielen. Auch lassen sich einzelne Szenarien auf Seite der Alliierten bestreiten. In der deutschen Kampagne übernimmt er die Rolle eines Feldmarschalls und hat die Kontrolle über die gesamten Streitkräfte. Das Spiel gliedert sich in mehrere Schlachten, die nacheinander absolviert werden. In diesen, zeitlich und geographisch, eng am historischen Vorbild angelehnten Feldzügen geht es darum, durch Einsatz der Blitzkrieg-Taktik strategisch wichtige Punkte – meist Städte oder Flughäfen – binnen einer bestimmten Anzahl von Spielrunden zu besetzen. Je nachdem, wie schnell es dem Spieler gelingt, diese Punkte einzunehmen, verändert sich der Spielverlauf, indem unterschiedliche Szenarien folgen: Gelingt es beispielsweise, den Polenfeldzug 1939 sehr schnell abzuschließen, erhält der Spieler ein Extra-Szenario, in dem er den Norwegenfeldzug durchführen kann. Schafft der Spieler die Rundenvorgabe in bestimmten Szenarien nicht, so gerät er in einen anderen Arm von Szenarien, in denen er sich zum Schluss hin beispielsweise gegen die alliierte Invasion in der Normandie und an der Ostfront gegen die vorrückende Rote Armee zu wehren hat. So kann es kommen, dass im späteren Verlauf des Krieges auch deutsche Städte vor den herannahenden Alliierten gehalten werden müssen.
Das ultimative Spielziel ist es, durch effizienten Einsatz der Blitzkrieg-Taktik ganz Europa, Nord-Afrika und Nord-Amerika zu besetzen. Als Schlüssel-Szenario gilt dabei der Sieg über Russland. Den Feldzug, der den Angriff auf Moskau darstellt, gibt es je nach Spielverlauf in verschiedenen Jahren und mit verschiedenen Einheiten, zuletzt ist es der Wehrmacht 1943 möglich. Auch die Invasion Großbritanniens erweist sich als eines der schwierigsten Szenarien. Bei besonders erfolgreichem Spielverlauf sind Schlachtfelder möglich, in denen nie Krieg geführt wurde. Sie können die Ausgangsbasis langfristig verbessern. So ist es beispielsweise möglich, durch einen erfolgreichen Afrikafeldzug ein Szenario im Nahen Osten gegen die Briten zu bestreiten. Ist der Kampf erfolgreich, ergibt sich über den Kaukasus eine neue Front gegen Russland. Definitiv letzte aller Schlachten bei erfolgreichem Vorgehen ist die Invasion in den Vereinigten Staaten von Amerika.
Das Rundenlimit steigert sich im Verlauf des Spiels ebenso wie der Schwierigkeitsgrad und die Größe der Spielkarten. Der Ablauf eines Szenarios ist immer identisch: Zuerst platziert der Spieler seine Kampfverbände in einem oder mehreren vorgegebenen Bereichen auf der Karte. Nach dieser Aufbauphase zieht er seine Truppen – bestehend aus Infanterie, Panzern, Artillerie, Bombern, Jägern sowie in einigen Missionen auch verschiedene Marine-Einheiten (U-Boote, Schlachtschiffe etc.) – in der Reihenfolge seiner Wahl und führt damit Angriffe auf die gegnerischen Truppenverbände durch. Jede Einheit hat einen begrenzten Bewegungsradius, der auch abhängig von Treibstoff, Wetter und Bodenbeschaffenheit ist.
Die verschiedenen Einheiten können über Prestige, was zu diesem Zweck als Währung dient, gekauft werden. Ebenso wird Prestige dazu verwendet, Einheiten mit moderneren Waffen auszurüsten (Upgrade) oder dezimierte Einheiten wieder auf Sollstärke zu bringen. Prestige-Punkte erhält der Spieler vor allem durch das Besetzen feindlicher Städte. Die einzelnen Einheiten sind Abbildungen tatsächlicher Kriegsgeräte des Zweiten Weltkriegs, so findet sich die Junkers Ju 87 im Spiel ebenso wieder wie der Tiger-Panzer. Die Einheiten werden zeitlich korrekt und auch in den verschiedenen Ausführungen eingeführt, sodass die weiterentwickelten Vehikel wie Düsenflugzeuge auch erst in Szenarien ab 1944 im Spiel verfügbar sind. Die Einheiten werden von Szenario zu Szenario übernommen und gewinnen je nach Einsatz an Erfahrung – je erfahrener eine Einheit ist, desto stärker ist sie im Kampf.
Die Truppengestaltung macht dabei einen der größten Reize von Panzer General aus. Durch das Beibehalten seiner Kerneinheiten wächst der Spieler eng mit seinen Truppen zusammen, zum Teil begleitet er sie vom Überfall auf Polen bis zum Fall von Berlin. Der Verlust einer lang gedienten Kerneinheit ist damit auch gleichbedeutend mit einem der schwersten Rückschläge, die man im Spiel erfahren kann. Auch die Möglichkeit, seine Einheiten nach jedem Szenario mit moderneren Waffen aufzurüsten, gibt dem Spiel weitere Tiefe. Zuletzt ist auch das ausgeklügelte Bewertungssystem der Einheiten zu nennen. Rund ein Dutzend Fähigkeiten klassifizieren die Einheiten. Dabei sind die Bewertungen so fein differenziert, dass sie einerseits den „Charakter“ der Truppengattungen unterstreichen. Andererseits entstehen auch starke Unterschiede in den jeweiligen Stärken und Schwächen, was gezwungenermaßen dazu führt, dass der Spieler ganz im Sinne der Blitzkrieg-Taktik versucht, durch die Kombination seiner Einheiten zum Sieg zu kommen.

## Anerkennung und Kritik
Panzer General war besonders in Deutschland eine äußerst kontroverse Veröffentlichung. Zum einen war es das erste Spiel seiner Art, das den Zweiten Weltkrieg in der kriegsstrategischen Perspektive so realistisch und konsequent behandelte. Die erste Veröffentlichung des Spiels landete in Deutschland auf der Liste der indizierten Spiele der Bundesprüfstelle für jugendgefährdende Medien wegen Verharmlosung von Krieg und Nationalsozialismus. Diese Indizierung wurde erst wieder im Juni 2021 aufgehoben.
Umstritten waren auch die kurzen Missionsbeschreibungen, in denen der Spieler betont martialisch in ein Szenario eingewiesen wurde. Die englische Sprachausgabe, die für die deutsche Ausgabe beibehalten wurde, hatte einen betont „deutschen“ Akzent.
Unabhängig vom geschichtlichen Hintergrund wird Panzer General aufgrund von Spieltiefe, Realismus und den vielfältigen strategischen und taktischen Möglichkeiten des Spielers hoch geschätzt. Bei Anhängern der rundenbasierten Strategiespiele gehört es neben Titeln wie Battle Isle oder Jagged Alliance 2 zu den besten Vertretern seines Genres.

## Nachfolger und Varianten
Aufgrund des Erfolgs und der Beliebtheit wurden zahlreiche Nachfolger und Varianten zu Panzer General veröffentlicht. Fantasy General verlagerte das Spiel-Prinzip in ein Fantasy-Universum. Danach folgten 1995 Allied General (dt. Panzer General II), bei dem man die Rolle der Alliierten übernahm. 1997 veröffentlichte SSI Panzer General II (dt. Panzer General IIID), welches in isometrischer Perspektive dargestellt wurde. Im gleichen Jahr erschien Pacific General (1997, dt. Pazifik Admiral) und behandelte den Pazifikkrieg der USA gegen Japan mit Schwerpunkt auf Flug- und Seegefechten. People’s General (1998, dt. Dynasty General), spielt im – damals noch zukünftigen – Jahr 2005 und handelt von einem fiktiven Krieg zwischen China (zusammen mit einigen „Schurkenstaaten“) und dem Rest der Welt. Gekämpft wird hierbei mit modernen Waffensystemen. Panzer General 3D Assault (1999, dt. Panzer General IV: Western Assault) und die Fortsetzung Panzer General III Scorched Earth (2000, dt. Panzer General: Unternehmen Barbarossa) knüpfen wieder an das Originalspiel an und sind im Zweiten Weltkrieg angesiedelt, wobei diese in einer tatsächlichen 3D-Perspektive gespielt werden können.
Ein weiterer, eher wenig bekannter Nachfolger ist Star General (1996), in dem der Spieler Raumschiffe steuert und im Weltraum kämpft. Keiner der Nachfolger konnte jedoch an den Erfolg und die Ausgewogenheit des Spielkonzepts des Originals heranreichen.
2011 veröffentlichte das britische Softwarehaus Slitherine den inoffiziellen Panzer-General-Nachfolger Panzer Corps, dessen Basisversion viele Einheiten und Szenarios fast unverändert aus dem Originalspiel übernahm.
2013 verkündete Ubisoft, dass man an der Entwicklung einer Free-to-play-Variante von Panzer-General arbeite. Das Spiel hat mit den ursprünglichen Versionen nur noch den Namen gemein und nutzt Elemente des Brettspiels. Am 5. Mai 2014 begann für Panzer General Online die Open Beta, ein Termin für die Veröffentlichung ist noch nicht bekannt. Seit dem 31. Oktober 2016 ist das Spiel nicht mehr verfügbar.